# Iphiaulax zonulus
Iphiaulax zonulus är en stekelart som beskrevs av Josef Fahringer 1935. Iphiaulax zonulus ingår i släktet Iphiaulax och familjen bracksteklar. Inga underarter finns listade i Catalogue of Life.